# Mario Obrero
Mario García Obrero, conocido como Mario Obrero, nacido en Madrid en 2003, es un poeta español.

## Trayectoria

### Educación
En 2019 estudió en el instituto público La Senda de Getafe en la rama de Humanidades.
En la actualidad, estudia Filología Hispánica en la Universidad Complutense de Madrid, aunque también estuvo en la Sorbona de París y pasó un año en los Estados Unidos gracias a una beca de la FAO.

### Trayectoria como escritor
Empezó a escribir a los 7 años, y con 14 terminó su primer poemario, Carpintería de armónicos, ganador del Premio Nacional de Poesía Joven Félix Grande.En 2019, de la mano de Entrecíclopes publicó Ese ruido ya pájaro acompañado de ilustraciones propias.
Escribió los poemas de Peachtree City (2020) entre Atlanta y Getafe. Con este libro, se convirtió en el ganador más joven del premio Loewe de poesía a la Creación Joven. El poeta y periodista Antonio Lucas destaca «el desconcierto, la celebración, la ironía, el paisaje trascendido y una absoluta libertad para hacer del idioma un acontecimiento, una armonía y una fiesta de imágenes donde la vida se propulsa en todas direcciones».
Su libro Cerezas sobre la muerte (2022), en sus palabras, «mistura la poética verbal con la poética plástica a través de ilustraciones y, en ese espíritu asambleario, las cerezas son un espacio polígloto donde conviven sin traducción ni cursiva voces en euskera, asturianu, castellano, català y galego». En el libro se recoge la experiencia de la participación en la Ruta al exilio promovida por el Ministerio de Derechos Sociales y Agenda 2030, en la que varios estudiantes recorrieron los caminos que, durante la guerra civil española, tuvieron que emprender miles de españoles hacia el exilio.

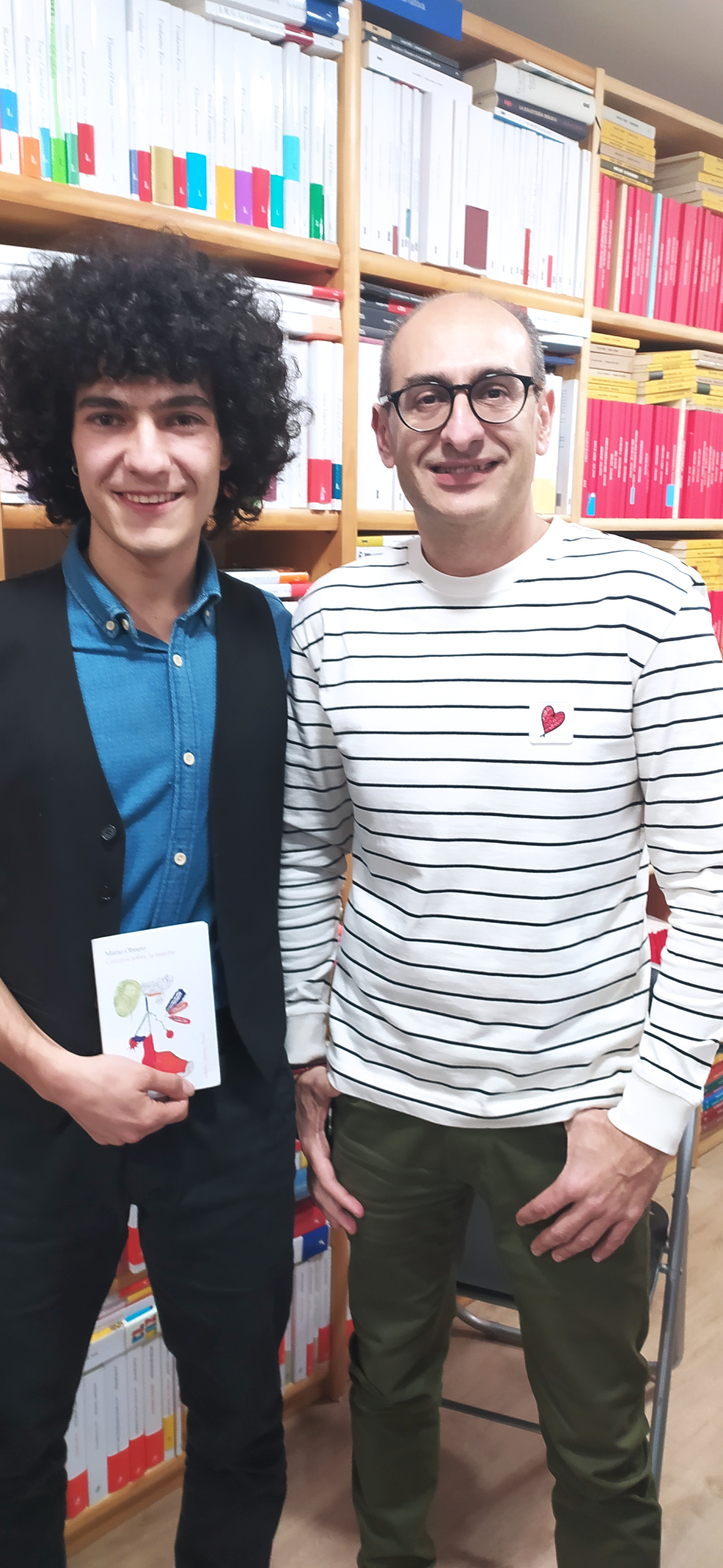
Con Ramón Rozas en la Librería Paz de Pontevedra (14/03/2022) presentando Cerezas sobre la muerte

También colaboró en Radio Nacional de España. En 2022 empezó a presentar Un país para leerlo en la segunda cadena de TVE.En el año 2024 publicó el poemario Tiempos mágicos de la mano de La Bella Varsovia, también acompañado de ilustraciones propias. En 2025 ve a la luz su ensayo acerca de las lenguas del Estado Con E de Curcuspín, con el sello de Anagrama. 

### Otros intereses
Además de la escritura, Mario Obrero ha cultivado otros intereses artísticos: estudió guitarra clásica en el Conservatorio de Música de Getafe y pinta.

## Obras
- Carpintería de armónicos (2018). Ayuntamiento de San Sebastián de los Reyes. 60 págs. ISBN 978-84-19731-05-0. En 2021: Universidad Popular José Hierro. ISBN 978-84-16731-05-3.[8]
- Ese ruido ya pájaro (2019). Ediciones Entricíclopes. 102 págs. ISBN 978-8494873836.
- Peachtree City (2021). Visor Libros, Col. Visor de Poesía. 80 págs. ISBN 978-84-9895-427-2.
- Cerezas sobre la muerte (2022). La Bella Varsovia. 48 págs. ISBN 978-84-121693-4-8.
- Tiempos Mágicos (2024). La Bella Varsovia. Editorial Anagrama S.A. 80 págs. ISBN 978-84-339229-4-6.

## Premios
- 2018: XIV Premio de Poesía Joven Félix Grande por Carpintería de armónicos.
- 2021: XXXIII Premio Loewe a la Creación Joven por Peachtree City.[9]
- 2023: Premio Nacional de Juventud en la categoría de Cultura.[10][11]